# Finntroll
Finntroll es un grupo finlandés de folk metal formado en Helsinki en 1997. Su música combina elementos del black metal y el estilo de polka finlandesa conocido como humppa. Aunque las raíces del grupo sean finesas, las letras están en sueco, pues este «suena mucho más troll» según Katla, el primer cantante de la banda, que tiene este idioma como lengua materna; ya que ellos pertenecen a la minoría Sueca de Finlandia.

## Historia
Finntroll fue formada en 1997 por Teemu «Somnium» Raimoranta , guitarrista de Impaled Nazarene, y por Jan «Katla»» Jämsen. Su primera maqueta, Rivfader, fue grabada al cabo de un año, en 1998, y tras su grabación se unieron a la banda el resto de los miembros iniciales: Samu Ruotsalainen —de Barathrum y Rapture—, Samuli Ponsimaa y Henri Sorvali —de Moonsorrow— y Sami Uusitalo. La discográfica Spinefarm se interesó en el grupo y firmaron un contrato, tras el que grabaron Midnattens Widunder (que podría traducirse como «La bestia de la medianoche») en 1999. Para sorpresa de la banda y la disquera este fue todo un éxito alcanzando el Disco de Oro en su natal Finlandia y por ciertas partes de Europa.
En 2001 Finntroll sacó a la venta Jaktens Tid («El momento de la caza»). Este álbum consiguió alcanzar el 20.º puesto en las listas de éxito finlandesas, excediendo de mucho las expectativas de tanto la banda como el sello discográfico. La ola de popularidad llamó la atención de Century Media Records, quienes empezaron a promocionar a Finntroll por el resto del mundo. Como consecuencia de esto, el siguiente verano la banda comenzó a tocar en varios festivales tanto en su país natal como en otros.
Sin embargo tras el lanzamiento de Jaktens Tid comenzó una época fatídica para la banda: varias giras tuvieron que ser canceladas, y eventualmente Katla, el cantante del grupo, tuvo que abandonarlo por un tumor en sus cuerdas vocales que no podía ser eliminado quirúrgicamente; se retiró definitivamente tras el lanzamiento de Visor om Slutet («Canciones sobre el fin»).
Ese álbum fue grabado a principios de 2003 en una cabaña dentro de un bosque cerca de Helsinki. Se trata de un «experimento acústico» en el que Katla y el recién llegado Tapio Wilska —de Sethian y Lyijykomppania— compartieron las labores de cantante. Salió a la venta a mitad de precio y permaneció en el primer puesto de esa categoría de discos en las listas finlandesas durante varias semanas.
Poco antes de que saliera a la venta Visor om Slutet, Raimoranta murió al caer de un puente en Helsinki tras haber consumido demasiado alcohol, según la versión oficial. Dos personas que estaban con él esa noche declararon en una entrevista que en realidad saltó del puente, por lo que se trataría de un suicidio. A pesar de perder a uno de sus miembros fundadores, la banda decidió seguir adelante, continuando una gira de dos semanas por Europa con Katatonia. El guitarrista Mikael Karlbom fue contratado como reemplazo para Raimoranta.
En 2004 la banda publicó un EP, Trollhammaren («Martillo troll»), y un álbum, Nattfodd («Nacido en la noche»), con el recién contratado vocalista Tapio Wilska, que ya había participado con la banda en sus trabajos anteriores.
El 29 de enero de 2006, Tapio Wilska, el cantante desde 2003, fue despedido. En la página oficial de la banda apareció una petición de Wilska, declarando que le gustaría que las razones de su marcha permanecieran en privado. Fue reemplazado por el actual cantante Mathias Lillmåns, bastante bien aceptado por los seguidores del grupo por su gran técnica vocal.
En marzo de 2007 Finntroll lanza el disco Ur jordens djup («Desde las profundidades de la Tierra»). Con este álbum vuelven a su estilo más inicial, y las letras están escritas en gran parte por el primer vocalista 'Katla' Jämsen.
En febrero de 2010 Finntroll lanza su quinto álbum de estudio llamado Nifelvind («Vientos del inframundo»). Con este álbum el sonido de la banda cambia a guitarras más pesadas con la combinación de melodías oscuras en varias de las canciones y sin dejar atrás la voz cruda y un tanto 'seca' por parte del vocalista Vreth así dándole un tono más enfocado al Black Metal.
En enero de 2013 la banda anuncia que comenzó a grabarse el sexto álbum de estudio Blodsvept («Envuelto en sangre») con fecha de lanzamiento el día 22 de marzo del mismo año en Finlandia y con fecha de lanzamiento tan solo 3 días después en el resto de Europa. Se rumora que saldrá a la venta el día 2 de abril en Estados Unidos.
El 28 de febrero sale a descarga digital el EP promocional del álbum Blodsvept, bajo el mismo nombre del ya mencionado.

## Miembros
- Mathias «Vreth» Lillmåns - Voz (desde 2006)
- Samuli «Skrymer» Ponsimaa - Guitarra (desde 1998)
- Mikael «Routa» Karlbom - Guitarra (desde 2003)
- Sami «Tundra» Uusitalo - Bajo (desde 1998)
- Samu «Beast Dominator» Ruotsalainen - Batería (desde 1998)
- Henri «Trollhorn» Sorvali - Teclado (desde 1998)
- Aleksi «Virta» Virta - Teclado
- Felipe «Condor» Muñoz - Teclado de Sesión 2016 (Reemplazando a Aleksi Virta)

### Miembros anteriores
- Tapio Wilska - Voz (2002-2006, despedido por razones privadas)
- Jan 'Katla' Jämsen - Voz (1997-2001, retirado por un tumor que le impedía cantar). Escribió las letras de los discos Ur jordens djup, Nifelvind y Blodsvept.
- Teemu 'Somnium' Raimoranta - Guitarra (1997-2003, fallecido en 2003).
- Tomi Ullgren - Guitarra (1997-1998)

### Cronología
No se puede compilar la entrada de EasyTimeline:

Timeline generation failed: 1 error found

Line 73:   bar:fel  from:01/10/2019 till:01/11/2016 color:keys

- Plotdata attribute 'from' invalid.

```
 Date '01/10/2019' not within range as specified by command Period.

```

## Discografía

### Álbumes
- Midnattens Widunder (1999)
- Jaktens Tid (2001)
- Visor om slutet (2003, aunque no es considerado como un álbum completo por la banda).
- Nattfödd (2004)
- Ur jordens djup (2007)
- Nifelvind (2010)
- Blodsvept (2013)
- Vredesvävd (2020)

### Demos
- Rivfader (1997)

### EP
- Trollhammaren (2004)
- Blodsvept EP (2013)